# Amiens SC
Amiens Sporting Club (pronunție în franceză [amjɛ̃]; cunoscut ca Amiens SC sau  Amiens) este un club de fotbal francez fondat în orașul Amiens din Regiunea Hauts-de-France, nordul Franței. Clubul a fost fondat în anul 1901 și joacă în Ligue 2. Ecihpa își dispută meciurile de pe teren propriu pe Stade de la Licorne care se află în orașul Amiens.

## Foști jucători notabili
Mai jos este o listă cu jucători notabili care au evoluat pentru Amiens în competițiile interne cât și internaționale de la fondarea clubului în 1901. Pentru a apărea în listă un jucator trebuie să fi evoluat de cel puțin 80 de ori în meciuri oficiale pentru club.
| - Fabrice Abriel - Stéphane Adam - Joël Beaujouan - Thierry Bonalair - Antoine Buron - David De Freitas - Jean-Louis Delecroix - Emmanuel Duchemin - Thibault Giresse - Stéphane Hernandez - Sébastien Heitzmann - Julien Lachuer - Arnaud Lebrun - Eric Luc Leclerc | - Jean Mankowski - Pierre Mankowski - Cyrille Merville - Olivier Pickeu - David Vairelles - Lakhdar Adjali - Titi Buengo - Fernando Casartelli - Joël Sami - Oscar Ewolo - Jean-Paul Abalo - Fahid Ben Khalfallah |

## Internaționali importanți
- Célestin Delmer
- Ernest Libérati
- Moussa Konate

## Antrenori
| - Jules Limbeck (1934–35) - Raymond Demey (1935–36) - Louis Finot (1942–43) - Kaj Andrup (1945–46) - Illiet (1946–47) - Mony Braunstein (1947–48) - André Riou (1950–51) - Édouard Harduin (1958–59) - Jean Mankowski (1959–60) - Emilien Méresse (1960–67) - Lautié (1967–68) - Emilien Méresse (1968) - André Grillon (1968–77) - Robert Buchot (1977–79) - Paul Pruvost (1979) - Robert Buchot (1979–80) - Claude Le Roy și Paul Pruvost (1980–81) - Claude Le Roy (1981–83) - Gabriel Desmenez (1983–85) | - Camille Choquier (1985–87) - Joël Beaujouan (1987–88) - Hughes Jullien (1988–92) - Patrick Parizon (1992–94) - Arnaud Dos Santos (1994–1998) - René Marsiglia (1998–2000) - Victor Zvunka (2000-00) - Denis Troch (2000–04) - Alex Dupont (2004–06) - Ludovic Batelli (2006–08) - Thierry Laurey (2008–09) - Serge Romano (2009–09) - Ludovic Batelli (2009–12) - Francis De Taddeo (2012–13) - Olivier Echouafni (2013–14) - Samuel Michel (2014-15) - Christophe Pélissier (2015-19) - Luka Elsner (2019-prezent) |

## Legături externe
Materiale media legate de Amiens SC la Wikimedia Commons
- Site web oficial fr